# Dysgonia olympia
Dysgonia olympia är en fjärilsart som beskrevs av Swinhoe 1885. Dysgonia olympia ingår i släktet Dysgonia och familjen nattflyn. Inga underarter finns listade i Catalogue of Life.